# 獅尾猴
獅尾猴（學名：Macaca silenus；又名獅尾獮猴）是生活在西高止山脈及南印度的舊世界猴。

## 特徵
獅尾猴的毛皮呈深褐色或黑色。其特徵是圍繞頭部的銀白色鬃毛。面部無毛，呈黑色。頭至尾巴長45—60厘米，重3—10公斤。尾巴中等長，約長25厘米，末端黑色，像獅子的尾巴。雄猴尾巴比雌猴發達。
妊娠期約6個月，幼猴需要照顧1年。雌猴4歲就性成熟，雄猴則要6歲。牠們的壽命約20歲，圈養的則可達30歲。

## 行為
獅尾猴是日間活動的，棲息在雨林之內。牠們大部份時間都是在樹冠層之中。牠們會避開人類。在10—12隻猴子的群族之內，牠們是有階級的。牠們是有領地的，並會保護自己的領地，最初是大叫，繼而襲擊入侵者。
獅尾猴最特別的是會吃多種不同的果實，個別猴子間覓食的距離也很遠，大部份時間都是用來尋找及吃食。獅尾猴主要吃本地的果實、葉子、芽、昆蟲及細小的脊椎動物，並能透過改變行為及擴闊食性來適應環境。

## 保育狀況
世界自然保護聯盟認為在卡納塔克邦、喀拉拉邦及泰米爾納德邦就只有約2500隻獅尾猴。牠們是最受威脅及最稀少的靈長目的其中一群。牠們的分佈地因農地的擴張、水庫的興建及人類的發展而越來越分散。牠們不會在種植林生活、覓食或經過。其棲息地的破壞嚴重影響牠們的數量。
於1977年至1980年間，獅尾猴的保育成為印度環境保護的焦點。於1993年至1996年，在寂靜山谷國家公園就有14群獅尾猴存在。另外在色夕就有32群獅尾猴，是存活在最北端的群族。於2007年，估計牠們在泰米爾納德邦Theni區的數量約有250隻，而以往在此區從未有發現牠們。很多動物園都有參與培育計劃來幫助保護獅尾猴，估計在動物園內就有368隻。

## 外部連結
- ARKive